# هاوسفول (فلم هندي 2010)
هاوسفول (بالإنجليزية: Housefull) هو فيلم كوميدي درامي هندي باللغة الهندية عام 2010 من إخراج ساجد خان وإنتاج ساجد ناديوالا، كتبت أنفيتا دوت الحوارات بينما كتب ناديوالا القصة وعمل راميشوار إس. بهاجات كمحرر. أصبح هذا الجزء الأول من سلسلة هاوسفول.
الفيلم من بطولة أكشاي كومار، ريتيش ديشموك، أرجون رامبال، لارا دوتا، ديبيكا بادوكون وجيا خان. يتكون فريق التمثيل المساعد من بومان إيراني، شانكي باندي، راندير كابور، ليلليت دوبي، وماليكا أرورا، مع جاكلين فيرنانديز في عدد من العناصر. تم تصويره في لندن وإيطاليا بميزانية قدرها 30 كرور . ويمثل الفيلم آخر ظهور على الشاشة لخان، الذي توفي بعد ثلاث سنوات من صدوره في 3 يونيو/حزيران 2013.
تم إصدار الفيلم عالميًا في 30 أبريل 2010، وتلقى مراجعات نقدية متباينة، على أكثر من 750 شاشة في الهند. ومع ذلك، فقد أثبت نجاحه التجاري. حقق الفيلم أكثر من 124.50 كرور  في شباك التذاكر العالمي وتم إعلانه كفيلم ناجح للغاية. برز الفيلم باعتباره خامس أعلى فيلم بوليوود ربحًا في عام 2010 خلف دابانغ وغولمال 3 وراجنيتي وإسمي خان وفقًا لمجموعاته الصافية البالغة 75 كرور  محليًا. أدى الفيلم إلى إنتاج ثلاثة تكملات روحية - هاوسفول 2 وهاوسفول 3 وهاوسفول 4 - والتي تم إصدارها في عام 2012 و 2016 و 2019 على التوالي.
ومن المقرر إصدار فيلم خامس بعنوان هاوسفول 5 في 6 يونيو 2025.

## القصة
آروش (أكشاي كومار) هو رجل سيئ الحظ للغاية، وغالبًا ما يشار إليه باسم "بانوتي" (نحس). يعمل في كازينو في ماكاو، حيث يتم توظيفه لجلب الحظ السيئ إلى الطاولات الفائزة. بعد أن رفضته بوجا (ماليكا أرورا)، المرأة التي يحبها، وتعرضه للضرب من شقيقها الأكبر، الرائد كريشنا راو (أرجون رامبال)، قرر آروش مغادرة ماكاو والتوجه إلى لندن للإقامة مع صديقه المقرب بوب (ريتيش ديشموك)، وزوجة بوب، هيتال (لارا دوتا).
في البداية، كانت هيتال مستاءة من وجود آروش، خاصة بعد أن قتل ببغاءها الأليف عن طريق الخطأ وخلق حالة من الفوضى في منزلهم. ومع ذلك، يظهر آروش نفسه كرجل طيب يتوق إلى تكوين عائلة. كذبت هيتال على والدها، باتوك باتيل (بومان إيراني)، مدعية أن بوب يمتلك ثلاثة مصانع في لندن وأنه ثري. هذه الكذبة تزيد الأمور تعقيدًا، حيث تزوجت هيتال من بوب دون إذن باتوك، مما تسبب في ابتعاده عنها. لحل مشاكل آروش الزوجية، قام بوب وهيتال بترتيب زواجه من ابنة رئيسهما، ديفيكا سامتاني (جيا خان)، وهي امرأة يبدو أنها تتمتع بالقيم الهندية التقليدية.
بعد زفافهما، تكشف ديفيكا عن حقيقتها خلال شهر العسل في إيطاليا - امرأة عصرية للغاية تترك آروش من أجل صديقها الأمريكي، بيني. منكسر القلب، يحاول آروش الانتحار ولكن تنقذه ساندي (ديبيكا بادوكون)، وهي امرأة من التيلجو. أثناء محاولته إنعاشه، قام آروش بتقبيل ساندي، مما جعلها تعتقد أنه منحرف. آخري باستا (شانكي باندي)، مالكة فندق وخبيرة الزواج، تخبر ساندي عن طريق الخطأ أن آروش أرمل توفيت زوجته في شهر العسل. تشعر ساندي بالأسف عليه، وتصبح صديقته وتقع في حبه تدريجيًا. ومع ذلك، عندما يطلب آروش من ديفيكا أوراق الطلاق أمام ساندي، تكتشف أن "زوجته الميتة" على قيد الحياة وتتركه.
يتمكن آروش من توضيح سوء التفاهم، وتسامحه ساندي. ومع ذلك، لكي يتزوج آروش وساندي، فإنهما بحاجة إلى موافقة شقيق ساندي الذي يحميهما بشكل مفرط، الرائد كريشنا راو. في هذه الأثناء، تستمر هيتال في خداع والدها، باتوك، من خلال الادعاء بأن بوب يمتلك قصرًا وأن لديهما طفلًا. لإثارة إعجاب كريشنا وباتوك، قامت المجموعة باستئجار قصر من سوليخا (ليلليت دوبي). يتظاهر آروش وهيتال بأنهما متزوجان لإقناع سوليخا بتأجير المنزل لهما.
تصبح الأمور معقدة عندما يصل باتوك قبل الموعد المتوقع ويلتقي بأروش وهيتال، مما يجبرهما على الحفاظ على التظاهر بأن آروش هو زوج هيتال، بينما يتظاهر بوب بأنه طباخ وساندي بأنها خادمة. ولمزيد من خداع باتوك، يقدمون طفلًا إفريقيًا على أنه طفلهم، ويدعي آروش أنه من أصل إفريقي. وبعد فترة وجيزة، يصل كريشنا أيضًا، مما يزيد من الارتباك، خاصة عندما يدرك آروش أن كريشنا هو الرجل الذي لكمه في وقت سابق. تحاول المجموعة إقناع كريشنا بأن آروش ثري ومناسب لساندي.
يشك كريشنا في الأمر ويستخدم جهاز كشف الكذب على آروش في الكازينو، لكن ساندي تتدخل، ويوافق كريشنا في النهاية على زواجهما. تبلغ القصة ذروتها في حدث القصر الملكي حيث يتم تكريم كريشنا من قبل ملكة المملكة المتحدة. أثناء الحدث، أطلق العمال عن طريق الخطأ غاز الضحك في القاعة، مما تسبب في اندلاع ضحك لا يمكن السيطرة عليه بين الجميع والاعتراف بالحقيقة عن غير قصد. على الرغم من الفوضى، كريشنا، معجب بصدق آروش، يعطي مباركته لزواج آروش وساندي. في النهاية، يبدو أن سوء الحظ الذي عانى منه آروش قد انتهى، ويستمتع بحياة سعيدة مع ساندي، بينما يتصالح هيتال وبوب مع باتوك باتيل.

## الممثلون
- أكشاي كومار في دور آروش أواستي
- ريتيش ديشموك في دور بابوراو "بوب" جوجليكار: أفضل صديق لآروش، صهر باتوك، حفيد مايثيلي، زوج هيتال
- أرجون رامبال في دور الرائد كريشنا راو: الأخ الأكبر لبوجا والأخ الأكبر لساندي
- لارا دوتا في دور هيتال باتيل جوجليكار: ابنة باتوك، حفيدة مايثيلي، زوجة بوب
- ديبيكا بادوكون بدور سونداريا فينكاتيشواري بهاجيالاكشمي باسابا راو الاسم المستعار "ساندي": أصغر كريشنا وأخت بوجا الصغرى، صديقة آروش
- جيا خان بدور ديفيكا سامتاني أواستي: ابنة كيشور، زوجة آروش السابقة، صديقة صرمان
- بومان إيراني في دور باتوك باتيل: ابن مايثيلي، والد هيتال، والد زوجة بوب
- ليلليت دوبي في دور زليخة بانو
- شانكي باندي في دور آخري باستا
- راندير كابور بدور كيشور سامتاني: والد ديفيكا، رئيس آروش ووالد زوجته السابق
- ماليكا أرورا بدور بوجا راو: أخت كريشنا الصغرى وساندي الكبرى، صديقة آروش السابقة
- مانوج باهوا في دور سانتا سينغ
- سوريش مينون في دور بانتا سينغ
- ديزي إيراني بدور مايثيلي باتيل: والدة باتوك، وجدة هيتال، وجدة زوجة بوب
- جاكلين فيرنانديز في دور دهانو ( ظهورها في أغنية "آبكا كيا هوجا")
- راجيش كافا بصوت برادا، الببغاء المتكلم
- ستوف سينغ في دور الطفل الأسود (ابن ستيلا)
- أنفيتا دوت جوبتان في دور الوسيط الذي يقدم أروش إلى صاحبة المنزل

## الموسيقى التصويرية
الموسيقى التصويرية للفيلم من تأليف شنكر-احسان-لوي. كلمات الأغنية من تأليف سمير وأميتاب باتاتشاريا.  أغنية " Aapka Kya Hoga " كانت إعادة إنتاج لأغنية "Apni Toh Jaise Taise" من فيلم 1981 Lawaaris . 

### قائمة التشغيل
| #  | عنوان                                               | المدة |
| -- | --------------------------------------------------- | ----- |
| 1. | "Oh Girl You're Mine"                               | 3:56  |
| 2. | "Papa Jaag Jaayega"                                 | 3:17  |
| 3. | "I Don't Know What To Do"                           | 3:20  |
| 4. | "Aapka Kya Hoga (Dhanno)"                           | 5:08  |
| 5. | "Loser"                                             | 3:17  |
| 6. | "Oh Girl You're Mine" (O Boy What A Girl Mix)       | 3:39  |
| 7. | "Papa Jaag Jaayega" (Insane Insomaniac Mix)         | 3:44  |
| 8. | "I Don't Know What To Do" (Shabbir's Sexy 70's Mix) | 4:03  |

### الاستقبال
حظيت الموسيقى التصويرية للفيلم بتعليقات إيجابية. قال عابد من جلامشهام "باختصار، الألبوم هو رحلة ممتعة أخرى حيث نواجه أغنية تلو الأخرى، ونرفع القبعة للثلاثي شانكار-إحسان-لوي، الذين أظهروا مرة أخرى أن لديهم القدرة على التأليف وفقًا لطلب صناع السيناريو" ومنح الألبوم 4 نجوم.
أعطى سمير ديف من بلانت بوليوود 7.5 نجوم من أصل 10، قائلًا "تقدم SEL موسيقى تصويرية ممتعة ورغوية تقدم ملعقة كاملة من السعادة." أعطى جوغيندر توتيجا من بوليوود هانجاما الألبوم 3.5 نجوم وذكر "هاوسفول هو ألبوم ممتع ولا يأخذ نفسه على محمل الجد أبدًا ليتحول إلى حدث بارز سيتم تذكره لسنوات قادمة. الأغاني من المفترض أن تكون مسلية بما يكفي لتتناسب جيدًا مع سرد الفيلم وعدم السماح لأي لحظة كاملة على الإطلاق بالدخول." منح رودير بارمان من سلك سامبورن الألبوم 3.5 من أصل 5 نجوم ممكنة قائلاً "الرحلة السريعة التي يسلكها كل شيء حاليًا، إنها بقاء ما ينجح "اليوم". في هذا الجانب، يعمل "هاوسفول" ويضمن عدم وجود أي لحظة مملة بمجرد تشغيل الأغاني على الشاشة."

## روابط خارجية
- مقالات تستعمل روابط فنية بلا صلة مع ويكي بيانات